# Playoff (film)
Playoff (hebr. פלייאוף) – film biograficzny produkcji trzech państw, Izraela, Niemiec i Francji z 2011 roku w reżyserii Eran Riklis. Scenariusz opracowali David Akerman, Gidon Maron oraz Eran Riklis. W rolach głównych wystąpili Danny Huston, Stephan Beck, Hanns Zischler i Max Riemelt. Film powstał na podstawie życia koszykarza Ralpha Kleina.

## Fabuła
Źródło.
Playoff opowiada historię legendarnego izraelskiego trenera koszykówki Ralpha Kleina. Stał się bohaterem narodowym, kiedy klub Maccabi Tel Awiw zakwalifikował się do Euroligi w latach siedemdziesiątych XX wieku.

## Obsada
- Danny Huston jako Ralph Klein (Max Stoller)
- Amira Casar jako Deniz
- Mark Waschke jako Axel
- Max Riemelt jako Thomas
- Hanns Zischler jako Franz
- Selen Savas jako Sema
- Smadi Wolfman jako Ronit (Smadar Wolfman)
- Andreas Eufinger jako Ulrich
- Mathias von Heydebrand jako Dieter
- Irm Hermann jako Bertha
- Yehuda Almagor jako Shimi